# Acrylsäurebutylester
Acrylsäurebutylester ist eine chemische Verbindung aus der Gruppe der Acrylsäureester und damit auch der Carbonsäureester.

## Gewinnung und Darstellung
Acrylsäurebutylester kann durch säurekatalysierte Veresterung von Acrylsäure mit n-Butanol gewonnen werden. Eine weitere technische Synthese erfolgt durch den Umsatz von Kohlenmonoxid mit Acetylen in Gegenwart von n-Butanol.
Im Jahr 2000 wurden in Europa etwa 250 bis 400 tausend Tonnen, in den USA etwa 500 tausend Tonnen produziert. Damit zählt es zu den chemischen Substanzen, die in großen Mengen hergestellt werden („High Production Volume Chemical“, HPVC) und für die von der Organisation für wirtschaftliche Zusammenarbeit und Entwicklung (OECD) eine Datensammlung zu möglichen Gefahren („Screening Information Dataset“, SIDS) angefertigt wurde.

## Eigenschaften
Acrylsäurebutylester ist eine entzündliche, lichtempfindliche, farblose Flüssigkeit mit stechendem Geruch. Sie kann polymerisieren und wird deshalb meist mit Stabilisatoren ausgeliefert. Durch Hitzeeinwirkung kann der Stabilisator jedoch wirkungslos werden, wodurch eine heftige Polymerisation initiiert werden kann. Die Polymerisationswärme beträgt −78 kJ·mol−1 bzw. −608 kJ·kg−1.

### Sicherheitstechnische Kenngrößen
Acrylsäurebutylester bildet leicht entzündliche Dampf-Luft-Gemische. Die Verbindung hat einen Flammpunkt bei 37 °C. Der Explosionsbereich liegt zwischen 1,2 Vol.‑% (63 g/m3) als untere Explosionsgrenze (UEG) und 8 Vol.‑% (425 g/m3) als obere Explosionsgrenze (OEG).) Hier ergibt sich ein oberer Explosionspunkt von 34 °C. Die Grenzspaltweite wurde mit 0,88 mm bestimmt. Es resultiert damit eine Zuordnung in die Explosionsgruppe IIB. Die Zündtemperatur beträgt 275 °C. Der Stoff fällt somit in die Temperaturklasse T3.

## Verwendung
Acrylsäurebutylester wird als weichmachende Komponente in Acrylharzen und als Reaktivverdünner bei der radikalischen Strahlenhärtung verwendet.

## Sicherheitshinweise
Acrylsäurebutylester wurde 2013 von der EU gemäß der Verordnung (EG) Nr. 1907/2006 (REACH) im Rahmen der Stoffbewertung in den fortlaufenden Aktionsplan der Gemeinschaft (CoRAP) aufgenommen. Hierbei werden die Auswirkungen des Stoffs auf die menschliche Gesundheit bzw. die Umwelt neu bewertet und ggf. Folgemaßnahmen eingeleitet. Ursächlich für die Aufnahme von Acrylsäurebutylester waren die Besorgnisse bezüglich hoher (aggregierter) Tonnage sowie der Gefahren ausgehend von einer möglichen Zuordnung zur Gruppe der CMR-Stoffe. Die Neubewertung fand ab 2013 statt und wurde von Schweden durchgeführt. Anschließend wurde ein Abschlussbericht veröffentlicht.